# Bhagat Bahadur Baduwal
Bhagat Bahadur Baduwal (nepaleză भगत बहादुर वडुवाल) este un politician nepalez, aparținând Partidului Comunist din Nepal (maoist). La alegerile pentru Adunarea Constituantă din 2008 a fost ales din circumscripția Kailali-2, câștigând 21219 voturi.